# Гольдгейм, Самуил
Самуил Гольдгейм (1806—1860) — еврейский теолог и раввин; выдающийся лидер еврейского реформационного движения в XIX веке.

## Биография
Самуил Гольдгейм родился 1806 году в Кемпно. Получив обычное в ортодоксальной среде религиозное воспитание, Гольдгейм вырос, не ознакомившись ни с европейским языком, ни со светскими науками. Зато он с самых ранних лет отличался как прекрасный знаток Талмуда. После женитьбы (жена Гольдгейма, обладавшая кое-какими светскими знаниями, научила мужа немецкому языку) он ревностно отдался самообразованию. Разведясь впоследствии с женой, Гольдгейм без гимназической подготовки отправился в Пражский университет пополнить свои знания.
В литературе и в науке, даже в науке иудаизма, Гольдгейм ничем особенным не отличался. Он остался практическим теологом и стремился использовать свои талмудические познания в качестве раввина. В 1836 году он был приглашен в качестве раввина и проповедника во Франкфурт-на-Одере; местная община была умеренно либеральной, и Гольдгейм также придерживался сначала этого направления. Много труда Самуил Гольдгейм посвятил религиозному воспитанию юношества. В своих реформационных стремлениях он был сначала довольно умеренным и находил, что надо щадить по возможности чувства ортодоксов и не следует начинать с радикальных перемен в области общественного богослужения.
В это время Гольдгейм, не будучи натурой боевой, был далек от реформационных стремлений ученого и проповедника Авраама Гейгера. Даже увлекшись впоследствии крайним реформаторским течением, он по возможности избегал всяких резкостей, что часто сказывалось в его официальной деятельности в Мекленбурге, а затем в Берлине. 

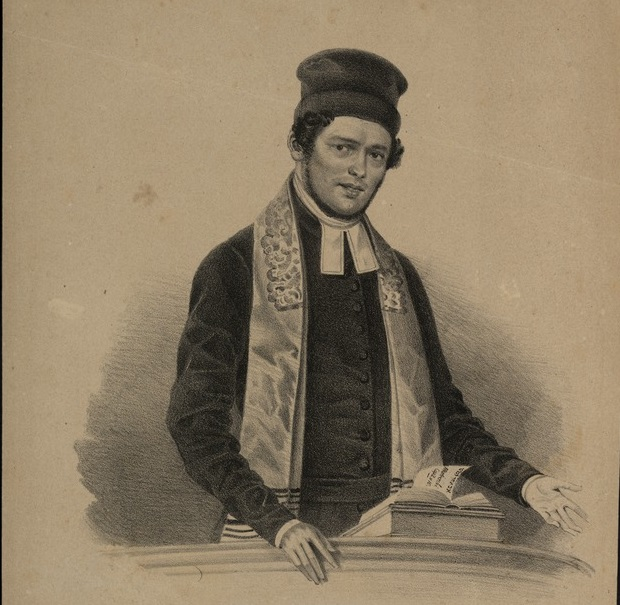
Самуил Гольдгейм

В Мекленбург-Шверине великий герцог Франц-Фридрих, хотя и средневековый автократ в своих прочих стремлениях, выказал, однако, склонность к реформам в синагоге. Вследствие этого нужен был раввин, придерживающийся современных взглядов. Выбор пал на Гольдгейма, который успел составить себе имя хорошего проповедника. В 1840 году Самуил Гольдгейм вступил в отправление своих обязанностей и немедленно занялся организацией образовательного дела, находившегося в весьма плачевном состоянии. Служебное положение Гольдгейма в Мекленбурге оказалось очень затруднительным. Большинство местных евреев было против реформ; даже самые невинные новшества встречали оппозицию. Гольдгейм не желал пользоваться своей формальной властью, хотя правительство энергично поддерживало его. Постепенно, однако, он становился все более радикальным в своих реформистских начинаниях. На первом съезде раввинов в Брауншвейге (1844) он играл первенствующую роль, так как Гейгер прибыл только к концу. На конгрессе во Франкфурте (в 1844 году) он уже часто расходился с Гейгером. Теоретическое обоснование системы Гольдгейм дал в сочинении «Ueber die Autonomie der Rabbiner» (1843), в котором он последовательно, не останавливаясь перед крайними выводами, развил требование радикального преобразования иудаизма путём отказа от исторического прошлого и удаления из еврейской религии всех национальных элементов; отказаться надлежало и от универсального характера иудаизма. Более всего Гольдгейм подчеркивал политическое значение реформы, стараясь придать германскому еврейству национально-немецкий характер. При этом он — неизвестно, по недоразумению или искажая преднамеренно, — распространял известное изречение Самуила в Талмуде (Баба Кама, 113б) «государственный закон обязателен и для евреев» и на религиозную область. Установленный в Мишне принцип, что всякое религиозное предписание, связанное с землей, относится только к Палестине (Кидд., 1, 9), он толковал в том смысле, что все религиозные предписания, имеющие политический или национальный характер, действительны лишь для Палестины и ныне должны быть отменены. Это относится, по мнению Гольдгейма, также к запрету работать в субботу, ибо евреи живут в государствах, законы которых не признают субботнего отдыха. Евреи не должны отказываться от государственных должностей под тем предлогом, что не желают нарушать святости субботы. Они обязаны посвящать свои силы государству и ради этого отказаться от соблюдения субботы. Всякий раз, как религиозная жизнь евреев вступает в конфликт с гражданской, евреи обязаны жертвовать религиозными постановлениями.
Те же взгляды Гольдгейм развивал относительно брачного права. Заключение и расторжение брака должно происходить согласно государственным законам. Более всего Самуил Гольдгейм стремился к тому, чтобы расширить права женщины в деле развода. В своей работе «Маamar ha-Ischut» (появившейся уже после его смерти, в 1861 году) Гольдгейм с большим диалектическим искусством защитил свою точку зрения. 

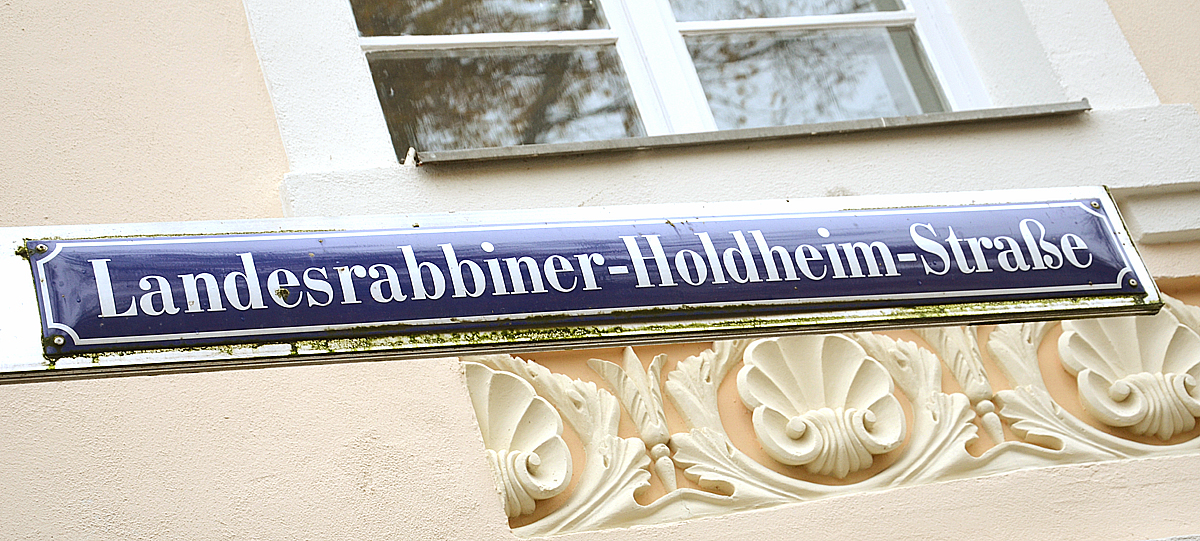
Одна из улиц Шверина носит имя С. Гольдгейма

К этому времени в Берлине возникло «Общество реформы», устроившее реформированный храм, где богослужение приняло почти совершенно протестантский характер. Общество предложило Гольдгейму место проповедника, которое тот после некоторого колебания принял в 1846 году. Даже его ближайшие единомышленники нашли этот шаг Гольдгейма чересчур рискованным. Между тем община все более эволюционировала в своем реформационном рвении. Так как по субботам храм пустовал, то торжественное богослужение стали устраивать в воскресенье (вскоре исключительно по воскресным дням). Древнееврейский язык был почти совсем устранен. По внешности служба также приблизилась к протестантскому богослужению. Нельзя утверждать, чтобы все происходило по инициативе Гольдгейма. Скорее он уступал лишь давлению своей общины. Для всех новшеств он находил обоснование в талмудической диалектике.
Оправдание реформ он пытался дать в своих сочинениях «Das Religiöse und Politische in Judenthum» (1845) и в «Geschichte der Entstehung und der Entwicklung der jüdischen Reformgemeinde in Berlin» (1857). Энергичной борьбы за реформу Гольдгейм, однако, не вел.
Самуил Гольдгейм умер 22 августа 1860 года в городе Берлине. После его смерти в еврейской берлинской общине началась полемика по поводу того, что его похоронили среди раввинов и других еврейских ученых. Михаил Закс энергично протестовал против оказания такого почёта покойному реформатору.
Его имя носит одна из улиц Шверина.